# João Pedro Gomez da Silva
João Pedro Gomez da Silva (* 25. April 1996) ist ein brasilianischer Fußballspieler, der auch die spanische Staatsbürgerschaft besitzt.

## Karriere
Pedro wuchs in Aparecida auf und begann bei Grêmio Osasco Audax mit dem Fußballspielen. 2013 wechselte er zum Coimbra EC. Später wechselte er leihweise in die Jugend von Atlético Mineiro.
Nach drei Probewochen im Dezember 2014 wechselte Pedro zum Jahreswechsel 2014/2015 auf Leihbasis nach Österreich zum Zweitligisten FC Liefering. Bereits bei seinem ersten Einsatz, einem Testspiel gegen die WSG Wattens, konnte er sich in die Torschützenliste eintragen. Bis zum Ende der Saison 2014/15 kam er elfmal in der zweiten Liga zum Einsatz und erzielte sechs Treffer, darunter ein Doppelpack in seinem zweiten Spiel gegen den FC Wacker Innsbruck. Im Januar 2016 reiste er für den an Malaria erkrankten Naby Keïta ins Wintertrainingslager des FC Red Bull Salzburg. Zu einem Pflichtspieleinsatz kam er allerdings nicht. Bis zum Ende seiner Leihe bestritt er 32 Ligaspiele für den FC Liefering und erzielte neun Tore.
Im Juli 2016 kehrte Pedro in seine Heimat zurück, wo er an den Zweitligisten Oeste FC verliehen wurde. Nach zwei Spielen kehrte er zunächst zu Coimbra zurück, ehe er im Januar 2017 zurück nach Österreich wechselte, wo er sich dem Zweitligisten SC Austria Lustenau anschloss, bei dem er einen bis Dezember 2017 gültigen Vertrag erhielt. Nach dem Auslaufen seines Vertrags verließ er Lustenau. Daraufhin kehrte er nach Brasilien zurück, wo er sich dem viertklassigen Maringá FC anschloss.
Im Juli 2018 wechselte er nach Schweden zum Zweitligisten Östers IF. In eineinhalb Jahren bei Östers kam er zu 19 Einsätzen in der Superettan und erzielte dabei zwei Tore. Im Februar 2020 kehrte er nach Brasilien zurück und schloss sich dem unterklassigen Maringá FC an.